# Ребекка Лобо
Ребекка Лобо (англ. Rebecca Lobo, 6 жовтня 1973) — американська баскетболістка.
Олімпійська чемпіонка 1996 року.
Срібна призерка Гуанахуато (U-18) 1992.